# ペティン

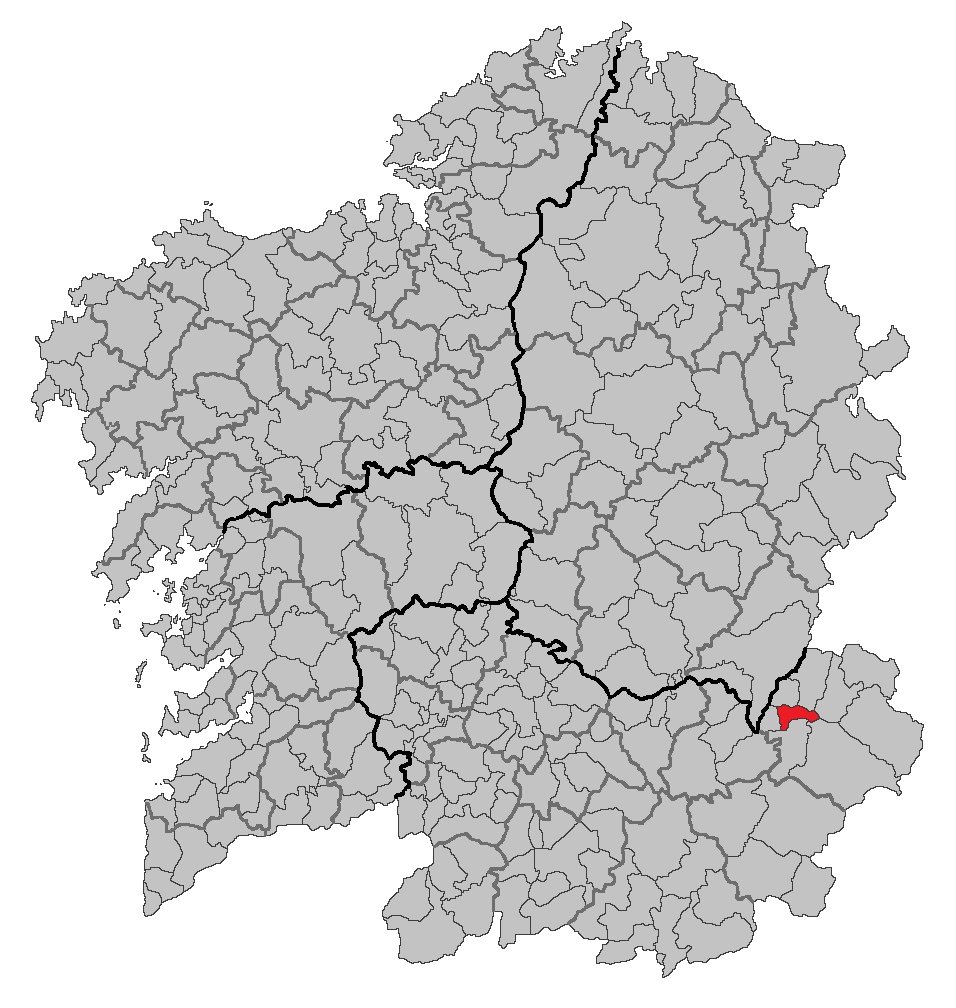

ペティン（Petín）はスペイン、ガリシア州、オウレンセ県の自治体、コマルカ・デ・バルデオーラスに属する。ガリシア統計局によると、2010年の人口は1,032人（2009年：1,030人、2004年：1,095人、2003年：1,099人）。住民呼称はpetinés/-esa。
ガリシア語話者の自治体住民に占める割合は92.55％（2001年）。

## 地理
ペティンはオウレンセ県の東北部に位置し、コマルカ・デ・バルデオーラスに属する。北はア・ルーア、ビラマルティン・デ・バルデオーラスと、東はオ・バルコ・デ・バルデオーラス、ア・ベイガと、南はオ・ボーロと、西はラロウコの各自治体と隣接、自治体の中心地区はペティン教区のペティン地区。
ペティンはオ・バルコ・デ・バルデオーラス司法管轄区に属す。

### 人口
| ペティンの人口推移 1900－2010                           |
|                                                         |
| 出典:INE（スペイン国立統計局）1900年 - 1991年、1996年 - |

## 政治
自治体首長はガリシア社会党（PSdeG-PSOE）のミゲル・バウティスタ・カルバージョ（Miguel Bautista Carballo）、自治体評議員はガリシア社会党：6、ガリシア国民党（PPdeG）：3となっている（2011年5月22日自治体選挙結果、得票順）。  
| 2011年5月22日の自治体選挙 |        |        |          |
| 政党                      | 得票数 | 得票率 | 獲得議席 |
| PSdeG-PSOE                | 462    | 66.00% | 6        |
| PPdeG                     | 216    | 69.71% | 3        |
| BNG                       | 8      | 1.14%  | 0        |

## 教区
ペティンは6の教区に分けられる。太字は自治体中心地区のある教区。 
- フレイシード（サグラド・コラソン・デ・シェスス、自治体ラロウコと共同）
- モネス（サン・ミゲル）
- ペティン（サンティアーゴ）
- ポルトモウリスコ（サン・ビートル）
- サンタ・マリーア・デ・モネス（サンタ・マリーア）
- サントアージャ・ド・モンテ（サンタ・オアージャ）